# Noticias del día
Noticias del día (título original en alemán, Neues vom Tage) es una ópera (lustige Oper) en tres partes con música de Paul Hindemith y libreto en alemán de Marcellus Schiffer. Se estrenó el 8 de junio de 1929, en el Teatro de ópera Kroll de Berlín, bajo dirección musical de Otto Klemperer. 

## Historia
La ópera es una sátira de la vida moderna, la celebridad y el matrimonio, implicando parodias tanto de la música de Puccini como del cabaret berlinés. La ópera se hizo famosa por una escena con una soprano desnuda (Laura) que canta en el baño sobre las maravillas de la fontanería moderna, aunque Hindemith la reemplazó con el tenor (Hermann) en la versión revisada.
Tras su estreno en el año 1929, Hindemith revisó la ópera, cambiando el texto y añadiendo un poco de música nueva, para el Teatro San Carlos de Nápoles el 7 de abril de 1954. El estreno estadounidense fue en 1961, por la Ópera de Santa Fe.
Esta ópera se representa muy poco; en las estadísticas de Operabase aparece con sólo 4 representaciones en el período 2005-2010.

## Personajes
| Personaje                               | Tesitura     | Reparto del estreno, 8 de junio de 1929 (Director: Otto Klemperer) | Versión revisada, 7 de abril de 1954 (Director: Paul Hindemith) |
| --------------------------------------- | ------------ | ------------------------------------------------------------------ | --------------------------------------------------------------- |
| Laura                                   | soprano      | Grete Stückgold                                                    | Mercedes Fortunati                                              |
| Eduard, esposo de Laura                 | barítono     |                                                                    | Giuseppe Valdengo                                               |
| Hermann, un correspondiente profesional | tenor        | Erik Wirkl                                                         | Gino Sinimberghi                                                |
| Herr M, "Señor M"                       | tenor        | Arthur Cavara                                                      | Alessandro Pellegrini                                           |
| Frau M, "Señora M"                      | mezzosoprano | Sabine Kalter                                                      | Adamo                                                           |
| Barón de Houdoux, un emprendedor        | bajo         | Dezső Ernster                                                      | Giuseppe Modesti                                                |
| Frau Pick, un reportero periodístico    | contralto    |                                                                    | Myriam Pirazzini                                                |
| Uli                                     | bajo         | Fritz Krenn                                                        | Coriolano Jorio                                                 |
| Director de Hotel                       | bajo         |                                                                    | Gerardo Gaudiosi                                                |
| Doncella de habitaciones                | soprano      |                                                                    |                                                                 |
| Guía                                    | bajo         |                                                                    | Plinio Clabassi                                                 |
| Jefe de camareros                       | tenor        |                                                                    |                                                                 |
| Registrador                             | bajo         |                                                                    | Giovanni Amodeo                                                 |
| Primer mánager                          | tenor        |                                                                    | Nino Adami                                                      |
| Segundo mánager                         | tenor        |                                                                    | Silvio Santarelli                                               |
| Tercer mánager                          | tenor        |                                                                    | Gianni Avolanti                                                 |
| Cuarto mánager                          | tenor        |                                                                    | Piero De Palma                                                  |
| Quinto mánager                          | bajo         |                                                                    | Aldo Terrosi                                                    |

## Grabaciones
Hindemith: Neues vom Tage  - WDR Rundfunkorchester Köln
- Director: Jan Latham-König
- Cantantes principales: Elisabeth Werres (Laura), Claudio Nicolai, (Eduard), Ronald Pries (Hermann) / Horst Hiestermann (Herr M), Martina Borst (Frau M), Oscar Garcia de Gracia (Director de hotel),  Arwed Sandner (registrador) / Celso Antunes (primer mánager, jefe de camareros), Wolf Geuer (segundo mánager), Thomas Donecker (tercer mánager), Christoph Scheeben (cuarto mánager; guía), Dieter Gillessen (quinto mánager), Heribert Feckler: bajo (sexto mánager), Sabine Bitter (doncellas de habitaciones)
- Fecha de la grabación: 1987
- Sello discográfico: WERGO - 28 61922  (CD)